# La Brañueta
La Brañueta es una aldea española de la parroquia de Genestaza, perteneciente al concejo de Tineo, en Asturias.

## Historia
Hacia mediados del siglo XIX, La Brañueta era referido como un lugar ya por entonces perteneciente a la parroquia de Genestaza del municipio de Tineo. Aparece descrito en el cuarto volumen del Diccionario geográfico-estadístico-histórico de España y sus posesiones de Ultramar de Pascual Madoz con las siguientes palabras:

BRAÑUETA (la): l. en la prov. de Oviedo, ayunt. de Tineo y felig. de Sta. Maria de Genestaza. (V.)
(Madoz, 1846, p. 433)

En 2024, la entidad singular de población de La Brañueta, encuadrada dentro de la entidad colectiva de Genestaza, tenía empadronados 2 habitantes, ambos en diseminado.